# Шумайловцы
Шума́йловцы — опустевшая деревня в Омутнинском районе Кировской области. Входит в Залазнинское сельское поселение.

## География
Находится на правобережье реки Белой на расстоянии примерно 34 километра по прямой на юго-восток от районного центра города Омутнинск.

## История
Образована в 1775 году. В 1834 году в починке проживало 14 человек, в 1858 году 15. В 1891 году учтено дворов 10 и жителей 45, в 1926 году 10 дворов и 61 человек. В советское время работали промколхоз «Лесной работник», колхозы им.Ватутина, «Прогресс» и «Восток». Опустела в 2002 году.

## Население
Постоянное население  составляло не было учтено как в 2002 году, так и в 2010.